# شهرستان هوانگپینگ
شهرستان هوانگپینگ (به لاتین: Huangping County) یک منطقهٔ مسکونی در چین است که در کیاندونگنان واقع شده‌است.